# 미도리카와 유키
'미도리카와 유키'緑川 ゆき, 1976년5월 23일~ )는 일본의 만화가이다. 구마모토현 출신으로 지금도 거주하고 있다.
1998년 '꽃도둑(花泥棒)'으로 제 74 회 LMS 최고의 루키상을 수상하였다. 이 작품을 잡지(〈LaLa DX〉 5월호)에 처음으로 게재하였으며, 같은 해
'커피 알레르기(珈琲ひらり)'로 제18회 'LMG 프레쉬 데뷔상'을 거머쥐었다. 〈LaLa DX〉11월호（하쿠센샤）에 실린 '커피 알레르기'를 통해 만화가로서 정식으로 데뷔하였다.
이후 1999년 〈LaLa〉（하쿠센샤）에 실린 첫 작품인 '붉게 피는 소리(あかく咲く声)'가 독특한 연출로 인기를 얻어 장편으로 연재를 계속하게 되었으며, 이 작품으로 제25회 '하쿠센샤 아테나 신인대상'에서 우수상을 수상하였다.
펜네임은 고향인 구마모토에 있는 강인 '미도리 강'에서 땄다고 한다. 참고로 코발트 문고에서 연재 중인 미도리카와 나나오(緑川七央)는 친언니이다.
현재〈LaLa DX〉에서, '나츠메 우인장(夏目友人帳)'을 연재하고 있다. 대한민국에서는 '붉게 피는 소리', '진홍색 의자', '나츠메 우인장', '그 해 여름', '반딧불이의 숲으로'를 학산문화사에서 발간하였다.

## 주요 작품
- 붉게 피는 소리(あかく咲く声)（1999년 - 2001년、LaLa・LaLa DX）- 전 3권
- 여름에는 한숨을 쉰다(夏にはため息をつく)（2000년、LaLa 9월호）- 나츠메 우인장 7권에 수록
- 꽃을 쫓는 사람(花追い人)（2001년、LaLa）- 총 3화. 단행본 미수록
- 뜨거운 나날(アツイヒビ)（2001년、LaLa DX）- 동명의 단편집 발간(한국판 제목:그해 여름)
- 반딧불이의 숲에(蛍火の杜へ)（2002년、LaLa DX）- 동명의 단편집 발간(한국판 제목:반딧불이의 숲으로)
- 진홍색 의자(緋色の椅子)（2002년 - 2004년、LaLa DX）- 전 3권
- 나츠메 우인장(夏目友人帳)（2003년・2017년 - 연재중, LaLa DX）- 1-32권